# Maxime Dufour-Lapointe
Maxime Dufour-Lapointe (Montréal, 9 febbraio 1989) è una sciatrice freestyle canadese, specialista delle gobbe.
È sorella di Chloé e Justine Dufour-Lapointe, a loro volta sciatrici freestyle di alto livello.

## Biografia
In Coppa del Mondo ha esordito il 24 febbraio 2007 ad Apex (20ª) e ha ottenuto il primo podio il 11 gennaio 2014 a Deer Valley (3ª).
In carriera ha partecipato a un'edizione dei Giochi olimpici invernali, Soči 2014 (12ª nelle gobbe), e a due dei Campionati mondiali (4ª nelle gobbe a Kreischberg 2015 il miglior risultato).

## Palmarès

### Coppa del Mondo
- Miglior piazzamento in classifica generale: 13ª nel 2014.
- 4 podi:
  - 4 terzi posti.